# Jordi Paleòleg (militar)
Jordi Paleòleg (grec: Γεώργιος Παλαιολόγος, Geórgios Paleologos) fou un important militar romà d'Orient, al servei de l'emperador Aleix I Comnè.
Jordi era fill de Nicèfor Paleòleg, estrateg de Mesopotàmia i primer membre conegut de la família Paleòleg. Tenia un germà petit anomenat Nicolau. Fou un militar destacat i va servir amb el seu pare i després sol, sota els emperadors Nicèfor III Botaniates i Aleix I Comnè. La seva esposa, Anna Ducena, era germana d'Irene Ducena, esposa d'Aleix I Comnè, i això el feia cunyat de l'emperador del qual en va ser amic. Va participar en diverses campanyes militars en nom d'Aleix i es va destacar sobretot en la batalla de Dirràquion contra els normands i en la batalla de Lebúnion contra els petxenegs. va ser una font d'informació de primera mà per a les narracions bèl·liques que en va fer Anna Comnena en la seva crònica titulada Alexíada, on és descrit com a home capaç i lleial.
Es va casar amb Anna, filla d'Andrònic Ducas, protovestiari imperial de Constantinoble. En van tenir quatre fills:
- Nicèfor, un dels avantpassats que va generar la branca dels emperadors Paleòlegs que van governar després del 1261.
- Andrònic Ducas Paleòleg, governador de Tessalònica
- Miquel, que va tenir càrrec de sebast.
- Aleix, casat amb Anna Comnena Ducena